# ラキシー

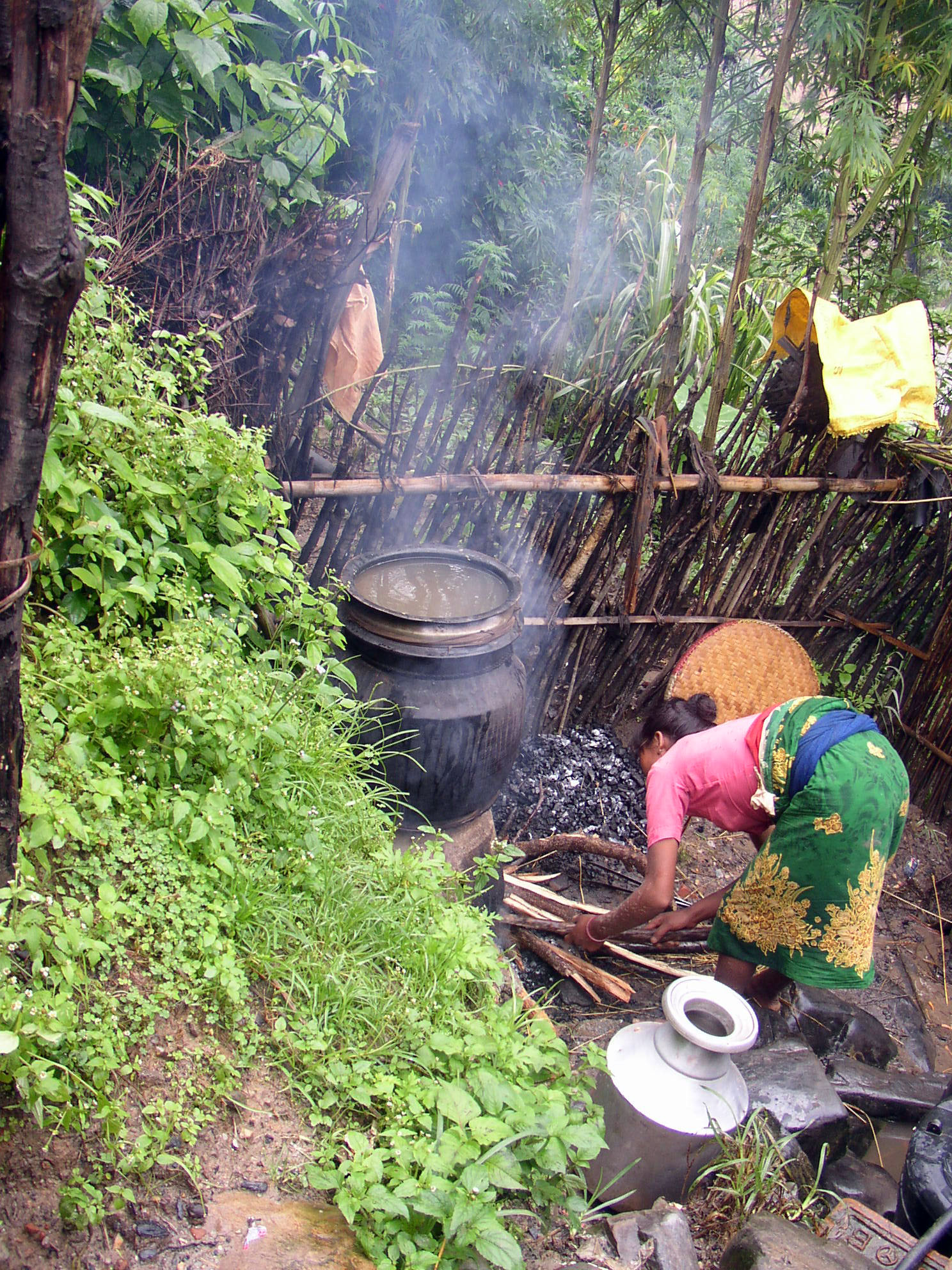
ネパールにおけるラキシーの蒸留

ラキシー（ネパール語: रक्सी、raksi）は、ネパールやインドのシッキム州などチベット周辺で作られる蒸留酒。
リンブー族はシジョン・アララ、タマン族らはアエラクなどと呼んでいる。原料に用いられるチャンなどと同様、多くが各家庭で作られる。

## 製法

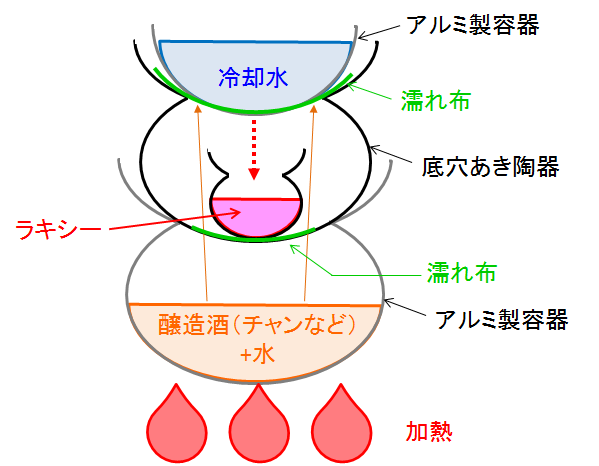
ラキシーの蒸留装置の模式図

シコクビエや米から醸造したチャンのほか、ソバやタロイモ、マンゴーやバナナなどを潰して餅麹を加えて発酵させたもろみ状の醸造酒を原料とする。これらの原料に水を加えてアルミニウム製の容器に入れ、右図のような装置で蒸留する。加熱された原料溶液は蒸発し、2段目の陶器の底穴に敷かれた濡れ布を通り、最上段の冷却水（の底の濡れ布）によって凝縮されて穴あき陶器の中に置かれた容器に集まる。
中取りと呼ばれるこのような手法は、歩留まりは高くない。一方で、冷却された液滴を外に出したり蒸気を冷却管で集めたりするラオ・ラオやルオウ・ネプなどの蒸留酒と比べてラキシーは香味が良いとされ、中取り法の影響が指摘されている。最上段の冷却水は蒸留中に3-5回取り替えられ、3回で取り出したラキシーはアルコール度数が高く、テーン・パニ（Theen Pani）と呼ばれて宗教行事に用いられ、5回のものはパンチ・パニ（Panchi Pani）と呼ばれる。

## 特徴
ラキシーのアルコール度数は40-50%で、米を原料としたものは白濁して泡盛などに似ている。ネワール族やタカリー族のものに比べ、他部族のものは純度が低く、アルコール度数も日本酒以下である。オレンジやバナナから作ったものはそれぞれ緑色や黄色となる。家庭によっては4-10年ほど甕などで貯蔵され、ブランデーのような高い風味を持つという。